# Derby, Colorado
Derby är en ort (CDP) i Adams County, i delstaten Colorado, USA. Enligt United States Census Bureau har orten en folkmängd på 7 685 invånare (2010) och en landarea på 4,5 km².